# Keep Your Hands Off Eizouken!
Keep Your Hands Off Eizouken! (яп. 映像研には手を出すな！, Eizōken ni wa Te o Dasu na!) — серія манґи, написана та ілюстрована Суміто Оварою. Вона серіалізувалась у журналі сейнен-манґи Monthly Big Comic Spirits від Shogakukan з 2016 року і станом на грудень її було зібрано у дев'ять томів танкобон.
З січня по березень 2020 року транслювалась аніме-адаптація створена Science Saru. Ігровий серіал транслювався з квітня по травень 2020 року. Прем'єра ігрового фільму відбулася у вересні 2020 року.

## Сюжет
Першокласниця старшої школи Мідорі Асакуса так любить аніме, що наполягає на тому, що в анімації «концепція — це все». Хоч вона малює безліч ідей і сеттингів у своєму скетчбуці, вона не зробила першого кроку до створення аніме, наполягаючи, що не може самостійно його створити. Після того, як найкраща подруга Асакуси, Саяка Канаморі, яка любить гроші, помічає її геніальність і драйв, і коли вони дізнаються, що їх однокласниця і харизматична модель, Цубаме Мідзусакі хоче бути аніматором, енергійне тріо створює клуб анімації. Разом ці троє прагнуть відтворити «найкращий світ», який існує в їхній свідомості, і прийти до розуміння впливу вигадки та уяви на їхнє життя та світ навколо них.

## Персонажі

### Кіноклуб
Клуб заснований для виробництва анімації, яку створюють Асакуса та інші. В старшій школі Шібахама уже існує аніме-клуб, але Канаморі збрехала і назвала новий клуб «Кіноклубом», і вчитель його схвалив. Він був створений тому, що батьки Мідзусакі заборонили їй вступати в аніме-клуб.
Мідорі Асакуса (яп. 浅草みどり, Asakusa Midori)
Сейю: Саірі Іто
Акторка: Асука Сайто
П'ятнадцятирічна дівчинка зі школи Шібахама, яка любить аніме. Вона допитлива і вигадлива, але погано соціалізується. Вона вважає, що "головний аспект аніме —  це сеттинг", у своєму скетчбуці вона малює різноманітні дизайни, що натхненні її повсякденним життям. Її однокласниця Саяка Канаморі раніше була єдиною хто знав про захоплення Мідорі, допоки вони не зустріли Цубаме Мідзусакі в аніме-клубі, що призвело до створення ними Кіноклубу. Її мета — досліджувати власний "найкращий світ.
Саяка Канаморі (яп. 金森さやか, Kanamori Sayaka)
Сейю: Муцумі Тамура
Акторка: Мінамі Умедзава
Висока і довгонога однокласниця Мідорі. Хоч вона не цікавиться і нічого не знає про аніме, вона зацікавилась Мідорі і дружить із нею. Вона любить гроші і думає про ідеї для заробітку навіть у повсякденних розмовах. Від початку Кіноклубу вона була єдиною реалісткою у групі і займає роль продюсерки, і є де-факто директоркою, бо Асакуса, справжня директорка клубу, занадто відсторонена для цієї роботи. Вона також добра у переговорах зі школою та учнівською радою. Хоч вона цінує вміння Асакуси і Мідзусакі, але часто її дратують дві креативні особи.
Цубаме Мідзусакі (яп. 水崎ツバメ, Mizusaki Tsubame)
Сейю: Місато Мацуока
Акторка: Мідзукі Ямашіта
Однокласниця Мідорі, яка є харизматичною аматорською моделлю і є відомою у школі. Її батьки хочуть, аби вона стала акторкою, адже вони обоє є акторами, але сама вона хоче стати аніматоркою і добре вміє малювати рухи персонажів. Батьки забронили Цубаме вступати до аніме-клубу, замість нього вона вступає до Кіноклубу і починає створювати аніме разом із Мідорі та Саякою. Вона виросла в багатій сім'ї, тому її сприйняття грошей відрізняється від двох інших дівчат.
Пан Фуджімото (яп. 藤本先生, Fujimoto-sensei)
Сейю: Кадзухіко Іноуе
Актор: Масахіро Такашіма
Радник та консультант Кіноклубу. Він відомий своїми вусами, що роблять його схожим на якусь історичну персоналію. Він рідко дає поради Ейзокену і дозволяє учасницям робити що завгодно. У вільний час він любить грати в ігри.

### Аудіоклуб
Паркер Домекі (яп. 百目鬼・パーカー, Dōmeki Pākā)
Сейю: Юмірі Ханаморі
Акторка: Хійорі Сакурада
Єдина учасниця Аудіоклубу. Вона приєдналась до клубу заради великої кількості аудіофайлів, які там зберігаються, але віддала частину складу учнівській раді. Коли до неї приходять учасниці Ейзокену, вона приймає роль аудіоконсультанта за умови, що вона зможе використовувати частину їх клубу як склад.

### Учнівська рада
Тору Дотонборі (яп. 道頓堀透, Dōtonbori Tōru)
Сейю: Міюкі Кавашьо
Акторка: Сакурако Коніші
Президентка учнівської ради.
Сованде Сакакі (яп. さかき・ソワンデ, Sakaki Sowande)
Сейю: Мікако Комацу
Акторка: Ема Ґрейс
Секретарка учнівської ради. Вона краще бачить сутність речей, ніж опортуністська президентка, і вважається впливовою особою у раді. Їй, здається, подобається Кіноклуб і вона часто допомагає їм.
Кю Аджіма (яп. 阿島九, Ajima Kyū)
Сейю: Хіроко Кісо
Акторка: Ріко Фукумото
Лідерка учнівської ради.
Шюн'я О (яп. 王俊也, Ō Shunya)
Акторка: Рьо Мацудзакі
Скарбник учінвської ради. Хлопець з постриженою головою, який здається досить ніжним.

### Клуб роботів
Робоклуб Оно (яп. ロボ研小野, Robo-ken Ono)
Сейю: Юкі Оно
Акторка: Мідзукі Ітаґакі
Робоклуб Кобаяші (яп. ロボ研小林, Robo-ken Kobayashi)
Сейю: Юсуке Кобаяші
Актор: Ейджі Акасо
Робоклуб Ґото (яп. ロボ研後藤, Robo-ken Gotō)
Сейю: Рюносуке Ватанукі
Робоклуб Секі (яп. ロボ研関, Robo-ken Seki)
Сейю: Шіорі Ідзава

## Виробництво
Після закінчення Інституту мистецтва і дизайну Тойо за спеціальністю "Образотворче мистецтво", Овара продовжував самостійно вивчати малювання та анімацію. Овара отримав визнання за його твір Usagogi на 111 з'їзді Comitia у 2015 році, він привернув увагу предстанвика редакційної групи Monthly Big Comic Spirits. Приблизно через рік, 27 липня 2016 року, в цьому журналі було опубліковано перший розділ Keep Your Hands Off Eizouken!.

## Медіа

### Манґа
Keep Your Hands Off Eizouken! написана та ілюстрована Суміто Оварою. Серія почалася 27 липня 2016 року в Monthly Big Comic Spirits від Shogakukan. Shogakukan зібрали розділи в танкобони. Перший том вийшов друком 12 січня 2017 р. Станом на 12 грудня 2024 року вийшло дев'ять томів.
У березні 2020 року Dark Horse Comics оголосила про придбання прав на видання манґи англійською мовою. Вихід мав початися 6 жовтня 2020 року, але був перенесений на 4 листопада 2020 року.

#### Список томів
| № | Дата виходу     | ISBN                   |
| - | --------------- | ---------------------- |
| 1 | 12 січня 2017   | ISBN 978-4-09-189296-6 |
| 2 | 12 вересня 2017 | ISBN 978-4-09-189636-0 |
| 3 | 12 червня 2018  | ISBN 978-4-09-189887-6 |
| 4 | 10 травня 2019  | ISBN 978-4-09-860241-4 |
| 5 | 30 січня 2020   | ISBN 978-4-09-860531-6 |
| 6 | 12 жовтня 2021  | ISBN 978-4-09-861156-0 |
| 7 | 12 липня 2022   | ISBN 978-4-09-861330-4 |
| 8 | 12 липня 2023   | ISBN 978-4-09-861739-5 |
| 9 | 12 грудня 2024  | ISBN 978-4-09-863082-0 |

### Аніме
У травні 2019 року було анонсовано аніме-адаптацію. Серіал створено Shogakukan, Warner Bros. Japan і Science Saru. Режисером став Масаакі Юаса, який також займався композицією серіалу. Сценаристом виступив Юічіро Кідо, дизайн персонажів створив Наоюкі Асано, музику написав Оорутаїчі. 12 серій серіалу транслювались на NHK General TV з 6 січня по 23 березня 2020 року. Chelmico виконали опенінґ «Easy Breezy», а гурт Kami-sama, I Have Noticed (яп. 神様、僕は気づいてしまった, Kami-sama, Boku wa Kizuite Shimatta) виконали ендінґ "A Blue That Has No Name" (яп. 名前のない青, Namae no Nai Ao). Популярність серіалу призвела до його повторної трансляції на NHK Educational TV в Японії в жовтні 2021 року.
Серіал транслювався Crunchyroll по всьому світу, окрім Азії. У травні 2021 року було оголошено, що Sentai Filmworks отримала права для випуску аніме на Blu-ray. Реліз містить англійський дубляж та оригінальну версію з субтитрами. Він вийшов 25 липня 2023 року.

#### Список серій
| № серії | Назва серії | Режисер(и)                   | Оригінальна дата показу |
| ------- | --- | ---------------------------- | ----------------------- |
| 1       | «Найкращий світ!» Транслітерація: «Saikyō no Sekai!» (яп. 最強の世界！)                                         | Марі Мотохаші Масаакі Юаса   | 6 січня 2020            |
| 2       | «Кіноклуб виходить на сцену!» Транслітерація: «Eizōken, Bakutansu!» (яп. 映像研、爆誕す！)                      | Ацуко Тономідзу              | 13 січня 2020           |
| 3       | «Зробімо щось разом!» Транслітерація: «Jisseki wo Uchitatero!» (яп. 実績を打ち立てろ！)                         | Юкі Іґараші                  | 20 січня 2020           |
| 4       | «Тримай мачете міцніше!» Транслітерація: «Sono Machetto wo Tsuyoku Nigire!» (яп. そのマチェットを強く握れ！)    | Фуґа Ямашіро                 | 27 січня 2020           |
| 5       | «Зустрічайте Сталевого гіганта!» Транслітерація: «Tetsukyojin Arawaru!» (яп. 鉄巨人あらわる！)                  | Сатоші Іфуку                 | 3 лютого 2020           |
| 6       | «Треба розвиватися і йти вперед!» Транслітерація: «Zensaku yori Shinposuru-beshi!» (яп. 前作より進歩するべし！) | Суміто Сасакі Мадока Оґава   | 10 лютого 2020          |
| 7       | «Я зроблю це заради себе!» Транслітерація: «Watashi wa Watashi wo Sukuunda!» (яп. 私は私を救うんだ！)           | Оюнам                        | 17 лютого 2020          |
| 8       | «Великий фестиваль Шібахами!» Транслітерація: «Dai-Shibahama-sai!» (яп. 大芝浜祭！)                             | Сайшіро Наґая                | 24 лютого 2020          |
| 9       | «Цілься в комету А!» Транслітерація: «Kometto A o Mezase!» (яп. コメットＡを目指せ！)                           | Такуя Фуджікура Карін Ноґучі | 2 березня 2020          |
| 10      | «Проти нашого неймовірного світу!» Транслітерація: «Dokuji Sekai no Tairitsu!» (яп. 独自世界の対立！)           | Фуґа Ямашіро                 | 9 березня 2020          |
| 11      | «Існування усіх і кожного!» Транслітерація: «Sorezore no Sonzai!» (яп. それぞれの存在！)                        | Ацуко Тономідзу              | 16 березня 2020         |
| 12      | «Війна світів у Шібахамі!» Транслітерація: «Shibahama Yūfō Taisen!» (яп. 芝浜ＵＦＯ大戦！)                      | Кейсуке Іноуе                | 23 березня 2020         |

### Ігровий фільм
15 жовтня 2019 року було анонсовано адаптацію у форматі ігрового фільму. Режисером фільму став Цутому Ханабуса, а головні ролі зіграли учасники ідол-групи Nogizaka46 Мінамі Умедзава, Асука Сайто та Мідзукі Ямашіта в ролях Саяки Канаморі, Мідорі Асакуси та Цубаме Мідзусакі відповідно. Спочатку він мав вийти в Японії 15 травня 2020 року, але був перенесений на 25 вересня того ж року через пандемію COVID-19.

### Ігровий серіал
У лютому 2020 року було оголошено, що фільму передуватиме шість епізодів телевізійного міні-серіалу з тим самим акторським складом, що й фільм. Серіал транслювався на MBS з 5 квітня по 10 травня 2020 року.

## Сприйняття

### Манґа
Після дебюту аніме-адаптації в січні 2020 року тираж манґи перевищив 500 000 копій.
Серія манґи була номінована на одинадцяту премію Manga Taishō у 2018 році, а у 2017 році вона виграла премію Bros. Comic Award. Серія посіла п’ятнадцяте місце разом із Dr. Stone у списку найкращої манґи 2018 року для читачів чоловічої статі, складеному Kono Manga ga Sugoi!. School Library Journal включив перший том серії до списку 10 найкращих манґ 2021 року.

### Аніме
Аніме-серіал отримав широке визнання критиків. Під час трансляції в Японії серіал виграв одну з чотирьох щомісячних нагород Galaxy Award за березень, ставши одним із кандидатів на щорічну нагороду асоціації Galaxy Awards.
Після завершення серіалу, Keep Your Hands Off Eizouken! отримав численні позитивні відгуки як один із найкращих японських анімаційних серіалів як сезону, так і року в цілому. The New York Times і The New Yorker назвали серіал одним із найкращих телевізійних шоу 2020 року, а The New York Times включили його до своїх списків «Найкращі телешоу 2020» та «Найкращі міжнародні шоу 2020», The New Yorker назвали його одним з найкращих телешоу 2020 року. Співак і автор пісень Елвіс Костелло назвав його своїм улюбленим у 2021 році в статті The Guardian.
Серіал отримав головну премію за телевізійну анімацію на фестивалі Tokyo Anime Award у 2021 і виграв головну премію відділу анімації на 24-му Японському фестивалі медіа-мистецтва.
Серіал було номіновано у 10 категоріях на Crunchyroll Anime Awards у 2021 році, він переміг у номінаціях «Режисер року» та «Найкращий анімаційний фільм».
На церемонії Anime Awards Brazil 2021, яка проводиться спільно з бразильським розважальним вебсайтом Omelete, серіал був номінований у 9 категоріях і переміг у 7, зокрема «Аніме року», «Найкращий режисер», «Найкращий сценарист» і «Найкраща анімація».

### Фільм
Адаптація у форматі ігрового фільму отримала нагороду CGWorld Awards 2020 як найкращий фільм у категорії «Візуальні ефекти у ігровому фільмі». Студія Buckhorn, яка працювала над ефектами, також отримала головну нагороду.

### Нагороди та номінації
| Рік  | Премія                                   | Категорія                       | Одержувач                                      | Результат | Прим.  |
| ---- | ---------------------------------------- | ------------------------------- | ---------------------------------------------- | --------- | ------ |
| 2021 | 24-й Японський фестиваль медіа-мистецтва | Відділ анімації                 | Keep Your Hands Off Eizouken!                  | Перемога  | [ 65 ] |
| 2021 | 5-а премія Crunchyroll Anime Awards      | Аніме року                      | Keep Your Hands Off Eizouken!                  | Номінація | [ 66 ] |
| 2021 | 5-а премія Crunchyroll Anime Awards      | Найкращий протагоніст           | Мідорі Асакуса                                 | Номінація | [ 66 ] |
| 2021 | 5-а премія Crunchyroll Anime Awards      | Найкраща дівчина                | Саяка Канаморі                                 | Номінація | [ 66 ] |
| 2021 | 5-а премія Crunchyroll Anime Awards      | Найкращий опенінґ               | "Easy Breezy" від chelmico                     | Номінація | [ 66 ] |
| 2021 | 5-а премія Crunchyroll Anime Awards      | Найкраща акторська гра (Японія) | Муцумі Тамура у ролі Саяки Канаморі            | Номінація | [ 66 ] |
| 2021 | 5-а премія Crunchyroll Anime Awards      | Найкращий режисер               | Юаса Масаакі                                   | Перемога  | [ 66 ] |
| 2021 | 5-а премія Crunchyroll Anime Awards      | Найкращі анімація               | Keep Your Hands Off Eizouken!                  | Перемога  | [ 66 ] |
| 2021 | 5-а премія Crunchyroll Anime Awards      | Найкращий дизайн персонажів     | Наоюкі Асано, оригінальні дизайни Суміто Овари | Номінація | [ 66 ] |
| 2021 | 5-а премія Crunchyroll Anime Awards      | Найкраща комедія                | Keep Your Hands Off Eizouken!                  | Номінація | [ 66 ] |
| 2021 | 5-а премія Crunchyroll Anime Awards      | Найкращий саундтрек             | Орутаїчі                                       | Номінація | [ 66 ] |
| 2021 | Tokyo Anime Award Festival               | Анімація року (Телебачення)     | Keep Your Hands Off Eizouken!                  | Перемога  | [ 67 ] |

## Нотатки
1. ↑  «Eizōken» означає «дослідження кінокартин» або «дослідження відео» японською.
2. ↑  NHK General TV вказали часом трансляції серіалу неділю 24:10, що є 0:10 понеділка згідно японського стандартного часу.[25]
3. ↑  MBS вказали часом трансляції серіалу неділю 24:50, що є 0:50 і понеділок згідно JST.[49]